# Phorotrophus tricolor
Phorotrophus tricolor là một loài tò vò trong họ Ichneumonidae.